# ژیلمار پوپوکا
ژیلمار پوپوکا (پرتغالی: Gilmar Popoca؛ زادهٔ ۱۸ فوریهٔ ۱۹۶۴) بازیکن سابق و مربی فوتبال اهل برزیل است.
از باشگاه‌هایی که در آن بازی کرده‌است می‌توان به باشگاه فوتبال بوتافوگو، باشگاه ورزشی ماریتیمو، باشگاه فوتبال سانتوس، باشگاه فوتبال فلامینگو، باشگاه فوتبال سائو پائولو، باشگاه لئون، باشگاه فوتبال کوریتیبا، باشگاه ورزشی ویتوریا، و باشگاه فوتبال لولیتانو اشاره کرد.
وی همچنین در تیم‌های ملی فوتبال زیر ۲۰ سال برزیل و زیر ۲۳ سال برزیل بازی کرده‌است.
وی در مسابقات بین‌المللی در مجموع برندهٔ ۱ مدال نقره شده‌است.